# بيت ربيع (قارة)

تعديل مصدري - تعديل

بيت ربيع هي إحدى قرى عزلة قارة بمديرية قارة التابعة لمحافظة حجة، بلغ تعداد سكانها 409 نسمة حسب تعداد اليمن لعام 2004.